# Novembre 1905

## Événements
- 1er novembre (19 octobre du calendrier julien), Russie :
  - démission du procureur du saint-synode Pobiedonostsev;
  - création d’un véritable conseil des ministres présidé par Serge Witte.

- 3 novembre, France : le radical Édouard Herriot est élu maire de Lyon.

- 4 novembre :
  - (Autriche) : le gouvernement annonce l’instauration du suffrage universel.
  - Fondation de l’Union du peuple Russe, organisation d’extrême droite.

- 5 novembre : le tsar rétablit l’autonomie de la Finlande.

- 8 - 10 novembre : début de la révolte des marins et soldats de Kronstadt, dans la périphérie de Saint-Pétersbourg.

- 9 novembre : élection générale albertaine de 1905. Les libéraux de Alexander Cameron Rutherford remportent cette élection.

- 12 novembre : le soviet de Saint-Pétersbourg appuie la grève pour la journée de 8 heures.

- 12 - 13 novembre : un référendum opte pour le maintien de la monarchie en Norvège.

- 16 novembre, Russie : abolition des annuités de rachat encore dues par les paysans libérés du servage.

- 17 novembre : traité de protection, imposé à la Corée après la guerre russo-japonaise, par lequel le Japon prend le contrôle des Affaires étrangères coréennes, puis de la police et de l’armée, de la monnaie et du système bancaire, des communications et de tous les secteurs vitaux. Ces changements sont combattus par le roi Kojong et une guérilla se met en place.

- 18 novembre : le Parlement de Norvège choisit pour roi le prince Karl de Danemark, qui prend pour nom Haakon VII (fin de règne en 1957).

- 19 novembre : naufrage du Steamer Ship HILDA (U.K) au plus près des côtes de Saint-Malo (France). Nombre de noyés inconnu à la suite de la perte du journal d'enregistrement des passagers à bord. À la suite de ce naufrage, les lois françaises et anglaises ont changé, obligeant les passagers à s'inscrire à terre avant d'embarquer, et obligeant les compagnies de transport à compter le nombre de passagers, quel que soit le mode de transport, (loi toujours appliquée et qui a permis en 1912 de connaître la liste exacte des passagers à bord du Titanic notamment).

- 19 - 23 novembre : second congrès de l’Union paysanne à Moscou.

- 21 novembre : retour de Lénine à Moscou.

- 23 novembre :
  - Le gouvernement français ayant rejeté le projet d’alliance continentale de l’Allemagne, la Russie refuse de ratifier le traité de Björkö signé en juillet.
  - Dimitri Chipov, Alexandre Goutchkov et Michel Rodzianko fondent l’Union du 17 octobre, aile droite du Parti constitutionnel démocratique, fondée sur soutien à la monarchie constitutionnelle. Mouvement octobriste, unissant les partis politiques appuyant la nouvelle Constitution octroyée par le tsar.

- 23 - 28 novembre, Russie : émeutes de la flotte en mer Noire.

- 23 - 28 novembre : insurrection de Sébastopol.

- 27 novembre[1] (Brésil) : incident de la Panthère. Les marins d'un navire de guerre allemand, la Panthère, débarquent à Santa Catarina pour appréhender un immigrant allemand, au mépris des règles internationales.

- 28 novembre :
  - Inauguration de la mosquée Noor-e-Islam à Saint-Denis de La Réunion, la première jamais construite sur le sol français.
  - Première convention du Conseil national du Sinn Féin (« Nous Seuls ») mouvement nationaliste fondé par Arthur Griffith en Irlande.

## Naissances
- 1er novembre : Paul-Émile Borduas, peintre québécois († 22 février 1960).
- 2 novembre : Georges Schehadé, poète et dramaturge libanais († 17 janvier 1989).
- 5 novembre : Louis Rosier, coureur automobile français († 29 octobre 1956).
- 17 novembre : Astrid de Suède, quatrième reine des Belges († 29 août 1935).
- 29 novembre : Marcel Lefebvre, évêque catholique et fondateur de la FSSPX († 25 mars 1991)

## Décès
- 1er novembre : Isidore Verheyden, peintre belge (° 24 janvier 1846).